# 分路口站
分路口站位于安徽省六安市裕安区分路口镇，是宁西铁路和阜六铁路上的车站。车站由中国铁路上海局集团合肥车务段管辖的四等站，主要办理接发列车和中国石油天然气股份专用线货运作业，主要到发品为汽、柴油及乙醇。
车站随宁西铁路工程建于2001年，2004年通车。2009年阜六铁路开工，因本站选项相较十里桥或六安站方案工程量最小而被选作阜六铁路六安端的接轨站。